# أندريه سالمون
أندريه سالمون (بالفرنسية: André Salmon) شاعر وناقد فني وكاتب فرنسي، من أكبر المدافعين عن أبوليناير والتكعيبية مع رينال. ولد في باريس في 4 أكتوبر 1881، وعاش بين عامي 1897 و1902 في مدينة سانت بطرسبرغ بصحبة والده. حصل على الجائزة الكبرى في الشعر (بالفرنسية: grand Prix de poésie) من الأكاديمية الفرنسية سنة 1964. توفي في ساناري سير مير (بالفرنسية: Sanary-sur-Mer) في 12 مارس 1969.

## روابط خارجية
- أندريه سالمون على موقع ميوزك برينز (الإنجليزية)